# Ligne 2 du métro d'Athènes
La ligne 2 du métro d'Athènes (grec moderne : Γραμμή 2), ou ligne rouge, est une ligne entièrement souterraine établie, sur un axe nord - sud, dans la ville d'Athènes, capitale de la Grèce.

## Histoire

### Chronologie
- Novembre 1992, ouverture du chantier par Attiko Metro SA (AM)[1],
- 28 janvier 2000, ouverture des 4 469 m de Sýntagma à Sepólia[2],
- 16 décembre 2000, ouverture des 4 789 m de Sýntagma à Dáfni[2],
- 5 juin 2004, ouverture des 1 700 m de Dáfni à Ágios Dimítrios - Aléxandros Panagoúlis[2],
- 9 août 2004, ouverture des 900 m de Sepólia à Ágios Antónios[2],
- 6 avril 2013, ouverture des 1 200 m d'Ágios Antónios à Anthoúpoli[2],
- 26 juillet 2013, ouverture des 5 500 m d'Ágios Dimítrios à Aléxandros Panagoúlis - Ellinikó[2].

### Origine
Dans les années 1950 un projet envisage de créer une ligne de métro entre la gare de Larissa et la place Sýntagma, prolongée par deux branches vers Fáliro (quartier du Pirée) et Ambelókipi, mais il reste sans suite. Néanmoins au milieu des années 1970 ce projet initial est réactivé et donne lieu à des forages exploratoires dans le centre-ville qui n'ont également pas de suites concrètes. Il faut attendre les années 1980, où le centre de la ville d'Athènes subit une importante pollution du fait de l'augmentation du trafic routier, pour que le projet de création d'un métro moderne soit remis à l'ordre du jour par l'État grec. Le projet initial est transformé avec une version plus ambitieuse qui prévoit la création de deux lignes distinctes de Peristéri à Glyfáda et de Aigáleo à Gérakas. Une version plus courte de ce dernier projet est approuvée au début des années 1990.
Pour maîtriser la concrétisation de ce projet, l'État grec crée en 1991, l'Attikо́ Metrо́ SA, une société anonyme de droit privée dont il détient statutairement la majorité des actions. Elle a notamment pour objet : la conception, l'organisation, l'administration, l'exploitation, le fonctionnement et le développement du nouveau métro pour Athènes. Le plan de base concerne deux lignes : de Sepólia à Dáfni, dénommée « ligne 2 », et d'Ethnikí Ámyna à Sýntagma nommée « ligne 3 ».

### Section centrale ouverte en 2000
Le chantier de construction de la ligne 2 du métro d'Athènes est ouvert en novembre 1992.

## Stations
|  |   |  | Station                                 | Coordonnées                  | Commune (district régional)   | Ouverture        | Sites d'intérêt                                                                      | Correspondance(s) |
|  | - |  | --------------------------------------- | ---------------------------- | ----------------------------- | ---------------- | ------------------------------------------------------------------------------------ | ----------------- |
|  | • |  | Anthoúpoli                              | 38° 01′ 01″ N, 23° 41′ 28″ E | Peristéri (Athènes-Ouest)     | 6 avril 2013     |                                                                                      |                   |
|  | • |  | Peristéri                               | 38° 00′ 47″ N, 23° 41′ 45″ E | Peristéri (Athènes-Ouest)     | 6 avril 2013     |                                                                                      |                   |
|  | • |  | Ágios Antónios                          | 38° 00′ 23″ N, 23° 41′ 59″ E | Peristéri (Athènes-Ouest)     | 9 août 2004      |                                                                                      |                   |
|  | • |  | Sepólia                                 | 38° 00′ 10″ N, 23° 42′ 49″ E | Athènes                       | 28 janvier 2000  |                                                                                      |                   |
|  | o |  | Attikí                                  | 37° 59′ 57″ N, 23° 43′ 21″ E | Athènes                       | 28 janvier 2000  |                                                                                      | (1)               |
|  | o |  | Gare de Lárissa                         | 37° 59′ 32″ N, 23° 43′ 16″ E | Athènes                       | 28 janvier 2000  | Gare d'Athènes                                                                       | Π1 Π2 Π3 Π5       |
|  | • |  | Metaxourgío                             | 37° 59′ 09″ N, 23° 43′ 16″ E | Athènes                       | 28 janvier 2000  |                                                                                      |                   |
|  | o |  | Omónia                                  | 37° 59′ 03″ N, 23° 43′ 41″ E | Athènes                       | 28 janvier 2000  | Place Omónia                                                                         | (1)               |
|  | • |  | Panepistímio                            | 37° 58′ 50″ N, 23° 43′ 58″ E | Athènes                       | 28 janvier 2000  | Académie d'Athènes Université d'Athènes Bibliothèque nationale                       |                   |
|  | o |  | Sýntagma                                | 37° 58′ 30″ N, 23° 44′ 08″ E | Athènes                       | 28 janvier 2000  | Parlement hellénique Tombe du soldat inconnu Place Sýntagma Jardin national Zappéion | (3)               |
|  | • |  | Akrópoli                                | 37° 58′ 07″ N, 23° 43′ 47″ E | Athènes                       | 16 novembre 2000 | Acropole d'Athènes Musée de l'Acropole                                               |                   |
|  | o |  | Syngroú-Fix                             | 37° 57′ 52″ N, 23° 43′ 36″ E | Athènes                       | 16 novembre 2000 | Musée national d'art contemporain                                                    |                   |
|  | o |  | Néos Kósmos                             | 37° 57′ 28″ N, 23° 43′ 43″ E | Athènes                       | 16 novembre 2000 |                                                                                      |                   |
|  | • |  | Ágios Ioánnis                           | 37° 57′ 23″ N, 23° 44′ 03″ E | Athènes                       | 16 novembre 2000 |                                                                                      |                   |
|  | • |  | Dáfni                                   | 37° 56′ 58″ N, 23° 44′ 14″ E | Athènes                       | 16 novembre 2000 |                                                                                      |                   |
|  | • |  | Ágios Dimítrios - Aléxandros Panagoúlis | 37° 56′ 26″ N, 23° 44′ 27″ E | Ágios Dimítrios (Athènes-Sud) | 5 juin 2004      |                                                                                      |                   |
|  | • |  | Ilioúpoli                               | 37° 55′ 47″ N, 23° 44′ 40″ E | Ilioúpoli (Athènes-Centre)    | 26 juillet 2013  |                                                                                      |                   |
|  | • |  | Álimos                                  | 37° 55′ 05″ N, 23° 44′ 40″ E | Argyroúpoli (Athènes-Sud)     | 26 juillet 2013  |                                                                                      |                   |
|  | • |  | Argyroúpoli                             | 37° 54′ 11″ N, 23° 44′ 45″ E | Argyroúpoli (Athènes-Sud)     | 26 juillet 2013  |                                                                                      |                   |
|  | • |  | Ellinikó                                | 37° 53′ 34″ N, 23° 44′ 51″ E | Ellinikó (Athènes-Sud)        | 26 juillet 2013  |                                                                                      |                   |

- Caractères gras : origine et destination des missions
- Mise à jour le 11 octobre 2022